# Ale och Vättle kontrakt
Ale och Vättle kontrakt var ett kontrakt i Göteborgs stift inom Svenska kyrkan. Det omfattade hela Ale härad, men också hela Flundre härad och större delen av Vättle härad. Kontraktet upphörde 1 april 2007 då huvuddelen av ingående församlingar övergick till Göta Älvdalens kontrakt.
Kontraktskod var 0810.

## Administrativ historik
Kontraktet bildades 1832 under namnet Göteborgs domprosteris norra kontrakt efter att tidigare funnits före 1764 medan församlingarna i tiden emellan ingått i Göteborgs domprosteri. 1839 överfördes Bollebygds pastorat till Marks och Bollebygds kontrakt. 1 april 1950 namnändrades kontraktet till Ale och Vättle kontrakt.
Kontraktets omfattning var från 1839
- Starrkärrs församling
- Kilanda församling
- Nödinge församling
- Skepplanda församling
- Hålanda församling
- Ale-Skövde församling
- Sankt Peders församling
- Tunge församling
- Fuxerna församling som 2002 uppgick i Fuxerna-Åsbräcka församling
- Åsbräcka församling som 2002 uppgick i Fuxerna-Åsbräcka församling
- Fors församling
- Rommele församling
- Upphärads församling
- Skallsjö församling som vid upplösningen övergick till Partille och Lerums kontrakt
- Lerums församling som vid upplösningen övergick till Partille och Lerums kontrakt
- Angereds församling som 1967 överfördes till Nylöse kontrakt
- Bergums församling som 1967 överfördes till Nylöse kontrakt
- Östads församling som vid upplösningen övergick till Partille och Lerums kontrakt
- Stora Lundby församling som vid upplösningen övergick till Partille och Lerums kontrakt

.